# یوزف کراتوخویل
یوزف کراتوخویل (چکی: Josef Kratochvíl; ۹ فوریهٔ ۱۹۰۵ – ۸ ژوئیهٔ ۱۹۸۴) بازیکن فوتبال اهل چکسلواکی بود.
از باشگاه‌هایی که در آن بازی کرده‌است می‌توان به باشگاه فوتبال اسلاویا پراگ اشاره کرد.
وی همچنین در تیم ملی فوتبال چکسلواکی بازی کرده‌است.